# Юрибей (река, впадает в Байдарацкую губу)
Юрибе́й — река в России, протекает по территории Ямальского района Ямало-Ненецкого автономного округа, на полуострове Ямал.
Длина реки — 340 км, площадь водосборного бассейна — 9740 км². Образуется при слиянии рек Левый Юрибей (вытекает из озера Яррото 2-е) и Правый Юрибей (вытекает из озера Яррото 1-е). Впадает в Байдарацкую губу Карского моря.
Питание преимущественно снеговое. С октября по июнь покрыта льдом.
Основные притоки: Лата-Марето-Яха, Хуты-Яха (лев.); Нензото-Яха, Пемакода-Яха (прав.)
В XVII веке по Юрибею проходил торговый путь.
В июне 2009 года открыт и сдан в эксплуатацию один из самых длинных в России 4-х километровый железнодорожный мост через пойму реки Юрибей. Мост является частью железной дороги «Обская — Бованенково».

## Этимология
В основе названия реки Юрибей находится ненецкое юр — «жир», что в контексте обозначает «богатое рыбой», в то же время элемент бей предположительно является древне-самодийским обозначением воды. 

## Ландшафт долины реки
Долина реки Юрибей — древние морские и озерные террасы, поднимающиеся от Байдарацкой губы на восток.
Ландшафт долины реки представляет собой тундровые (эллювиальные, трансэллювиальные и аккумулятивные), болотные и пойменные геосистемы.
В долине реки отмечено нарастающее снижение запасов фитомассы в тундровой геосистеме в направлении с юга на север, обусловленное суровостью климата. Это проявляется, прежде всего, в распаде кустарникового яруса. Ерник в долине реки предпочитает хорошо защищенные в зимних условиях укрытия. В наименее благоприятных условиях распространены мохово-лишайниковые тундры.
Для долины реки характерны мерзлотные процессы, сезонное перемешивание оттаявшего, переувлажнённого грунта в текучем состоянии. Это обусловило формирование пятнистых тундр, где проявление мерзлотных процессов обнаруживается не только в мохово-лишайниковом покрове, но также и в кустарниковом, и травяно-кустарничковом ярусах.